# Microhexura idahoana
Espèce
Synonymes
- Microhexura rainieri Chamberlin & Ivie, 1945

Microhexura idahoana est une espèce d'araignées mygalomorphes de la famille des Microhexuridae.

## Distribution
Cette espèce se rencontre aux États-Unis en Idaho, au Montana, en Oregon et au Washington et au Canada en Colombie-Britannique,,.

## Description
Le mâle holotype mesure 3,00 mm et la femelle paratype 3,60 mm.
Les mâles mesurent de 3,08 à 4,54 mm et les femelles de 2,92 à 5,62 mm.

## Systématique et taxinomie
Cette espèce a été décrite par Chamberlin et Ivie en 1945.
Microhexura rainieri a été placée en synonymie par Coyle en 1981.

## Étymologie
Son nom d'espèce lui a été donné en référence au lieu de sa découverte, l'Idaho.

## Publication originale
- Chamberlin & Ivie, 1945 : « On some Nearctic mygalomorph spiders. » Annals of the Entomological Society of America, vol. 38, no 4, p. 549-558.